# Neojaera serrata
Neojaera serrata är en kräftdjursart som först beskrevs av Barnard1914.  Neojaera serrata ingår i släktet Neojaera och familjen Janiridae. Inga underarter finns listade i Catalogue of Life.